# Cantó de Mauriac
El cantó de Mauriac és un cantó francès del departament del Cantal, a la regió d'Alvèrnia. Està inclòs en el districte de Mauriac, té 11 municipis i el cap cantonal és la sotsprefectura de Mauriac.

## Municipis
- Archas
- Auzers
- Chalvinhac
- Drugeac
- Jaleyrac
- Mauriac
- Méallet
- Moussages
- Salins
- Sourniac
- Le Vigean

## Història
| Data d'elecció                           | Identitat           | Partit        | Qualitat |
| ---------------------------------------- | ------------------- | ------------- | -------- |
| 1961-196.                                | Edmond Charlanne    | CNI           |          |
| 196.-1992                                | Pierre Charlanne    | RPR           |          |
| 1992-1998                                | Christian Pradeyrol | Divers droite |          |
| 1998-                                    | Gérard Leymonie     | UMP           |          |
| les dades anteriors no són pas conegudes |                     |               |          |
|                                          |                     |               |          |

## Demografia
| 1962  | 1968  | 1975  | 1982  | 1990  | 1999  | 2007  |
| ----- | ----- | ----- | ----- | ----- | ----- | ----- |
| 7.825 | 8.578 | 8.088 | 8.048 | 7.700 | 7.342 | 7.089 |